# 火車城
47°27′01″N 7°10′26″E / 47.4502°N 7.1738°E
火車城（法語：Cité du train），舊稱法國鐵路博物館（法語：Musée français du chemin de fer）是位於法國亞爾薩斯歐洲集體大東部大區上莱茵省米盧斯區米盧斯的一座鐵路博物館。其面積達15,000平方米以上，保管有100輛以上的列車。

## 历史
法國鐵路博物館成立於1971年，在1983年擴大展示區面積。之後由於財政問題，法國鐵路博物館由法國國家鐵路改交給民間企業Culturespaces經營。2005年，改名為火車城。

## 莫恩附馆

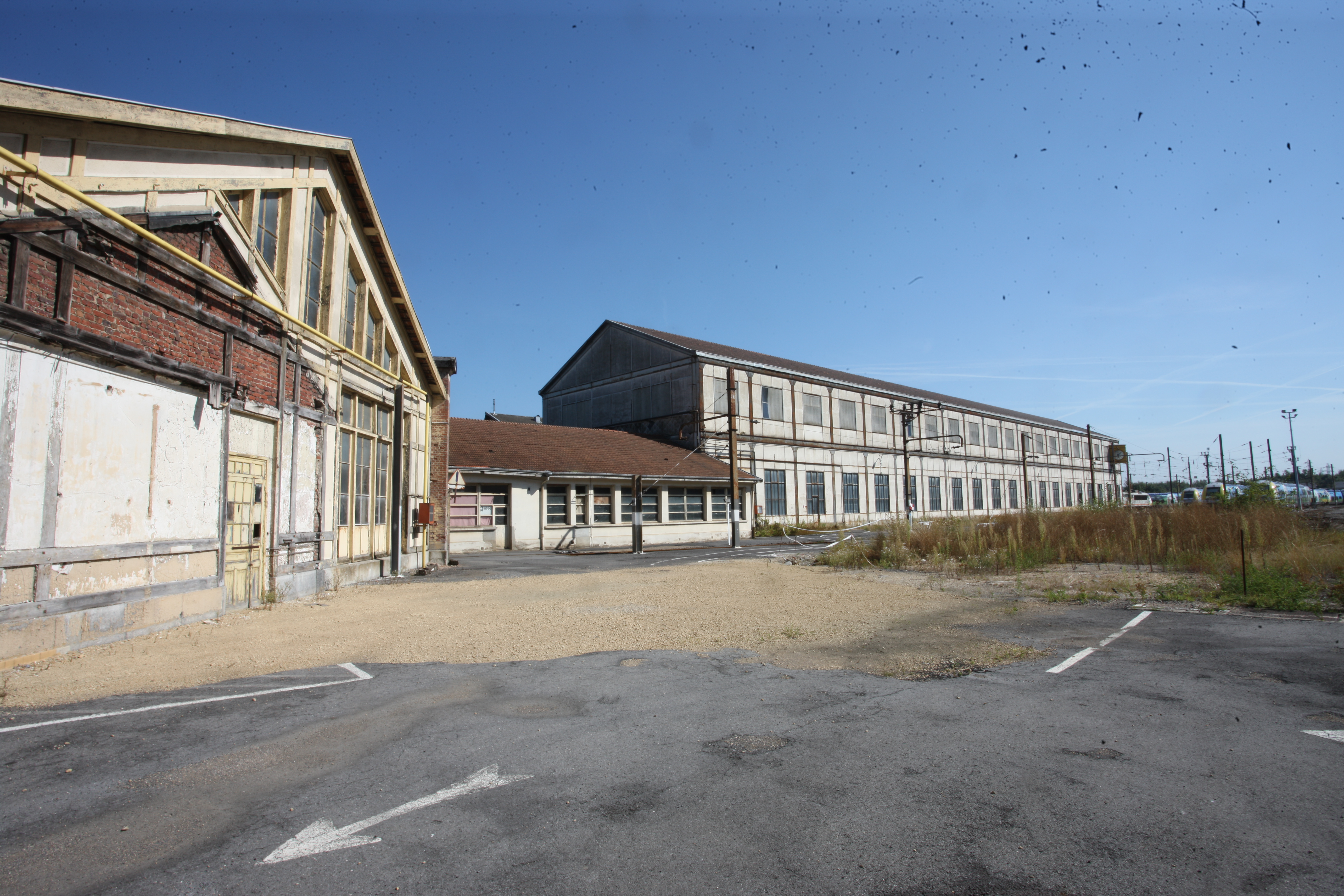
莫恩机务段旧址。该旧址于1984年和2006年两次被列入法国历史遗迹名单。

火車城博物馆在大東部大區亞爾丁省沙勒維爾-梅濟耶爾區沙勒维尔-梅济耶尔港口街莫恩机务段旧址亦设有展馆。该展馆允许存储一部分无法在米卢斯展馆展示的馆藏，而这些馆藏中的一些机车车辆在整个法国的社团活动或在欧洲文化遗产日期间使用。
与米卢斯展馆不同的是，莫恩展馆不对公众开放（除非开放日）。

## 外部連結
- （法文） 火车城博物馆官方网站 （页面存档备份，存于）
- （法文） City of Mulhouse – Museum Information
- Photographic tour （页面存档备份，存于）